# 玉山銀行
玉山銀行（ユイシャンぎんこう/いいさんぎんこう）は台湾台北市に本部を置く銀行。 中国語での正式名称は「玉山商業銀行股份有限公司」であるが、日本語の正式名称は「玉山銀行」としている。1992年に設立され、2016年現在、台湾国内に139支店、海外にはベトナム、ミャンマー、ロサンゼルス市、シンガポール、香港、シドニー、ブリスベンに1支店ずつ展開する。

## 日本での展開
2017年6月、日本で東京支店の営業免許を受けたことにより、10月5日に千代田区丸の内にて営業を開始。2023年には熊本県に半導体製造企業である台湾積体電路製造（TSMC）が進出することを受けて、同年9月に福岡県福岡市の天神に福岡支店を開設した。また、翌年2024年10月に熊本市のKFGビルに熊本出張所を設立した。

## 脚註
1. 1 2 3  外国銀行支店の免許について（１）金融庁 2017年6月19日
2. ↑  "E.SUN Commercial Bank." Bloomberg. October 5, 2016.
3. ↑  “台湾の「玉山銀行」が福岡市・天神に支店…ＴＳＭＣ熊本進出に商機、九州初進出”. 読売新聞 (2023年9月6日). 2023年12月10日閲覧。